# Dylan (album uit 1973)
Dylan is het 13e studioalbum van Bob Dylan, samengesteld door Columbia zonder medewerking van Dylan. Het album werd uitgebracht op 16 november 1973 en bevat niet gebruikte opnames voor de albums Self Portrait en New Morning. In Europa werd het album onder de titel Dylan – A Fool Such as I uitgebracht.
Dylan had met Clive Davis, de president van Columbia Records, onder gunstige voorwaarden zijn contract met CBS verlengd. Nadat Dylans album Pat Garrett & Billy the Kid slechte kritieken had gekregen en geen topverkoop had ontsloeg Columbia Clive Davis en herriep een van de gunstige voorwaarden uit het verlengde contract. Dylan reageerde door een contract te sluiten met David Geffen van Asylum Records. Het door CBS samengestelde album Dylan kan dan ook gezien worden als de wraak van Columbia.

## De nummers
| 1.                 | Lily of the West           | traditional                                | 3 juni 1970 | 3:44 |
| 2.                 | Can't Help Falling in Love | George Weiss, Hugo Peretti, Luigi Creatore | 3 juni 1970 | 4:17 |
| 3.                 | Sarah Jane                 | traditional                                | 1 juni 1970 | 2:43 |
| 4.                 | The Ballad of Ira Hayes    | Peter LaFarge                              | 1 juni 1970 | 5:08 |
| Totale duur: 15:52 |                            |                                            |             |      |

| 1.                 | Mr. Bojangles                | Jerry Jeff Walker                 | 1 juni 1970   | 5:31 |
| 2.                 | Mary Ann                     | traditional                       | 2 juni 1970   | 2:40 |
| 3.                 | Big Yellow Taxi              | Joni Mitchell                     | 4 juni 1970   | 2:12 |
| 4.                 | A Fool Such as I             | Bill Trader                       | 26 april 1969 | 2:41 |
| 5.                 | Spanish Is the Loving Tongue | Billy Simon, Charles Badger Clark | 24 april 1969 | 4:13 |
| Totale duur: 17:17 |                              |                                   |               |      |

## Hitnoteringen
Het album bereikte nummer 17 op de Billboard 200, maar haalde de UK Albums Chart en de Nederlandse albumtop niet.
- MusicBrainz release group: a876f1e5-9a1a-32ef-a7f2-8971511bd19f